# الدوري السوفيتي الممتاز لكرة القدم 1964
الدوري السوفيتي الممتاز لكرة القدم 1964 هو الموسم 27 من الدوري السوفيتي الممتاز لكرة القدم. أقيم خلال الفترة 27 مارس 1964 وحتى 22 نوفمبر 1964، وأشرف على تنظيمه الاتحاد السوفيتي لكرة القدم، وكان عدد الأندية المشاركة فيه 17، وفاز فيه نادي دينامو تبليسي.